# Mutt
Mutt 是一种类Unix系统下基于文本的電子郵件用戶端。起初由Michael Elkins于1995年开发并以GNU通用公共许可证发布。

## 操作
Mutt支持绝大多数邮件格式，包括mbox、Maildir和协议，例如POP3、IMAP等. 它也包括支持MIME， PGP/GPG和S/MIME集成.
Mutt设计为担当邮件用户代理，因此不可以单独使用来发送邮件。要发送邮件，它需要结合Message transfer agent, 例如流行的exim4、postfix、sendmail等，它也依赖其他工具来撰写邮件和过滤邮件。
Mutt有成百的配置项和命令。它允许改变所有的键绑定和设定keyboard macros来完成复杂任务, 以及配置颜色和界面布局。通过所谓hooks的变量， 许多配置可以基于条件改变，例如当前邮箱或者外发邮件接受者。有很多增强功能的补丁和扩展，例如NNTP。
Mutt完全由键盘控制，支援郵件討論串，因此使用者可轻松自如浏览冗长讨论。新邮件撰写由外部文本编辑器完成。这与其他邮件客户端工具内置编辑器截然不同。